# بهار مرادوا
بهار مرادوا (ترکی آذربایجانی: Bahar Muradova) سیاستمدار عضو حزب آذربایجان نوین و از سال ۲۰۰۵ معاون رئیس مجلس ملی جمهوری آذربایجان است.

## زندگی‌نامه
بهار مرادوا در ۲۰ مارس سال ۱۹۶۲ در شهرستان فضولی آذربایجان شوروی زاده شد. ابتدا در «مدرسه فنی صنایع سبک» در باکو تحصیل گرفت و دیپلمی برای فعالیت در صنعت نساجی دریافت نمود. او دانش‌آموخته رشته حقوق از دانشگاه دولتی آذربایجان است. بهار مرادوا دکترای خود را در علوم سیاسی اخذ نموده‌است.

## کارنامه
در سال ۱۹۸۱، بهار مرادوا کارنامه خود را به عنوان سرپرست در یک کارخانه نساجی در باکو آغاز کرد. بعدها وی به سیاست روی آورده و در سال ۱۹۹۳ به عضویت حزب آذربایجان نوین درآمد و از آن زمان تابه حال مقام‌های مهمی در درون حزب از جمله معاونت بخش امور زنان و معاونت دبیر اجرایی حزب را عهده‌دار شد.
بین سال‌های ۱۹۹۵ تا ۲۰۰۰ در نهاد ریاست جمهوری آذربایجان فعالیت داشت. وی در پی اینکه در انتخابات سال ۲۰۰۵ رأی آورد و به مجلس ملی راه یافت، به عنوان معاون رئیس مجلس تعیین شد. او که دریافت کننده «نشان شهرت» این کشور است، تاکنون در مجموع ۵ مقاله علمی به نگارش درآورده است. بهار مرادوا در انتخابات سال ۲۰۱۵ مجلس، ضمن رأی آوردن مجدداً کرسی خود به عنوان نماینده مردم فضولی را حفط نمود.